# 法国最高行政法院
在法国，最高行政法院，或译国务委员会，是法国中央政府的一个机构，它作为最后诉诸对象的行政法院为行政分支提供法律建议和法案。它主要由高级法律官员组成。

## 组成
法国最高行政法院的通常会议由总理主持，在他缺席时，由司法部长代表主持。然而，委员会的副主席被视为主持该委员会日常运作之人，如召集众委员议事等。现任副主席是布吕诺·拉塞尔（Bruno Lasserre）。
委员会的其它成员以相关重要程度排名如下：
- 各处处长（président de section）
- 常任国务委员（conseiller d'État ordinaire）
- 特委国务委员（conseiller d'État extraordinaire）
- 审理长（maître des requêtes）
- 一级审理员（auditeur de première classe）
- 二级审理员（auditeur de deuxième classe）

副主席在司法部长的建议上从委员会的处长或常任委员中挑选，并以该委员会命令任命。处长同样从常任委员中挑选，并以同样方式任命。
常任委员、审理长和一级审理员基于从先前级别的资历被委员会任命。来自委员会以外的获任命者可能包括行政法律法官或来自司法系统以外。二级审理员从国家行政学院的毕业生中录取。
委员会坐落在巴黎的皇家宫殿。
委员会下辖为6个部门：
- 诉讼处（section du contentieux）——见以下。
- 报告和考察处（section du rapport et des études）：编写年度报告，进行考察并帮助监督判决和裁定被执行。
- 财政处（section des finances）、内政处（section de l'intérieur）、社会处（section sociale）和公共工程处（section des travaux publics）检查任何和所有由内阁发布的命令和法令工具，并审查和签署委员会政令（décrets en Conseil d'État）。这些检查，虽然是强制性的，但没有约束力。法国最高行政法院也考察法律议题和在内阁前被带來的问题。[10]另外，它负责执行行政法院检查。[11]

## 历史

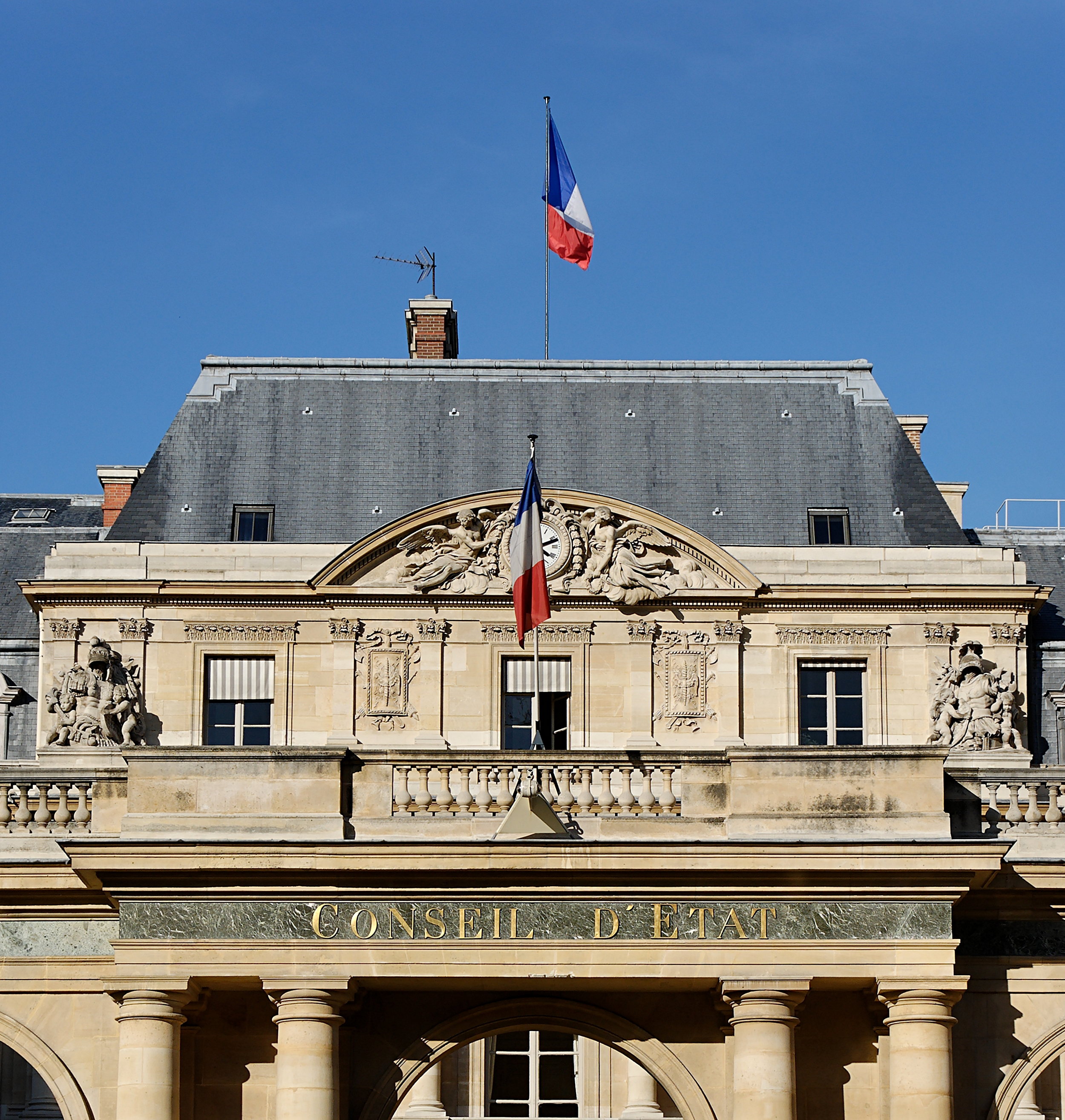
法国最高行政法院三角楣

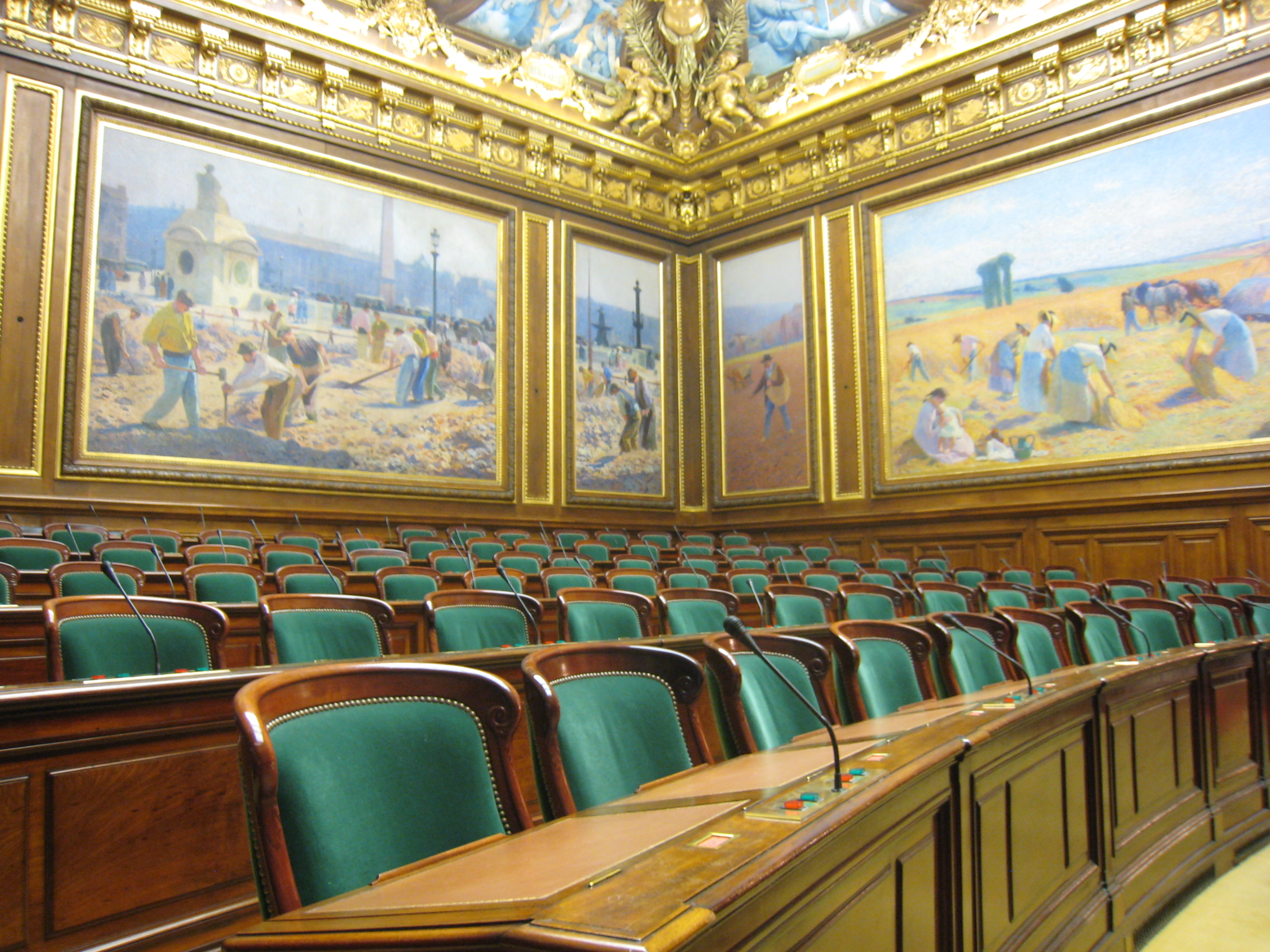
法国最高行政法院的全体会议室

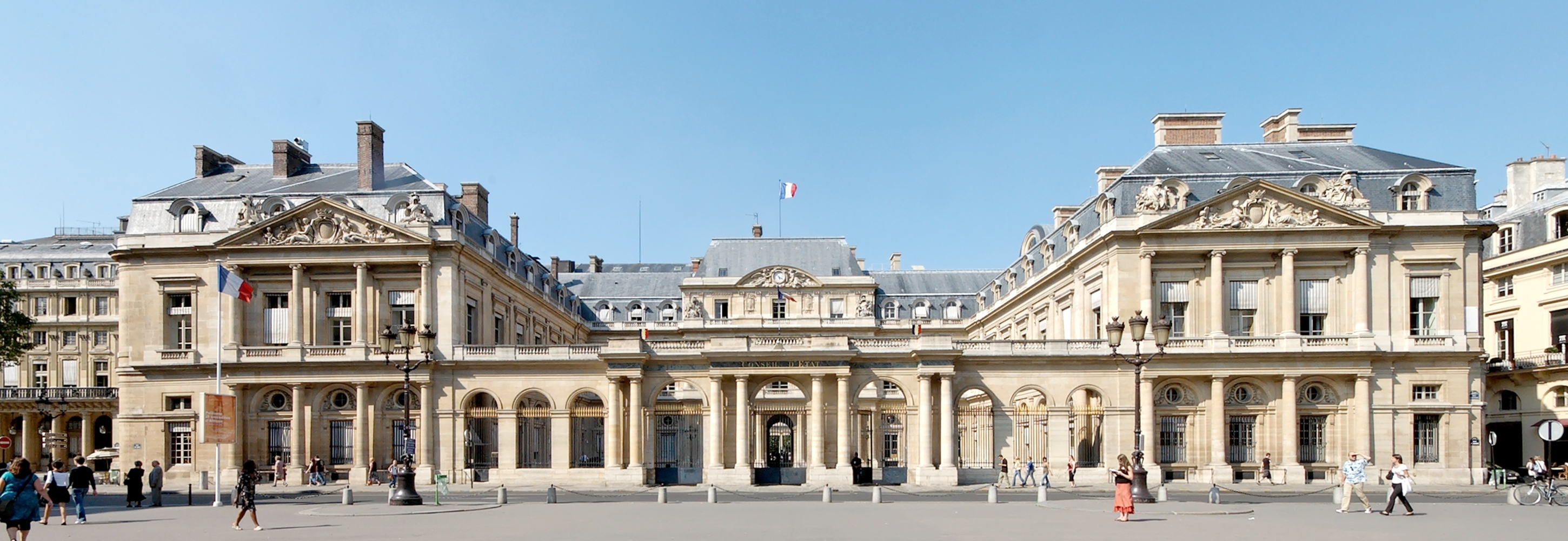
法国最高行政法院正面

法国最高行政法院起源于13世纪，在那时国王法庭（Curia regis）分裂为三个部分，其中一个是委员会法庭（Curia in consilium），后来的国王委员会，它也分裂为三个不同的部分：枢密委员会（Conseil privé）、秘密委员会（Conseil secret）和财政委员会（Conseil des finances）。它在路易十六时期被改组为两个主要的组，枢密国务、财政和指导委员会（Conseil d'État privé, finances et direction）是法国最高行政法院的直接原型。它一同带来法律顾问和专家以在君主的诉讼上向国王提供建议。被正式建立于1557年的法国最高行政法院是法国国王委员会（Conseil du Roi）中最大的，由高级法官、贵族、大臣和国务秘书、审计长、30名国务委员、80名审理长和法国监督官组成。委员会的司法部分以枢密国务委员会（Conseil d'État privé）或政党委员会（Conseil des parties）而为人所知。
如同最后诉诸对象的法院那样有权主持正义并宣布判决的国王，把这种权力委托给皇家法院和最高法院。但法国国王仍保有权力按意愿推翻它们。特別是，法国国王保持特权以在行政法案在争议中时决定主要议题并宣布判决。国王的法国最高行政法院的判决被看作在国王的残余的应有司法权（justice retenue）下被发布，那即是君主的保留权力，以在某些事务中主持正义。法律顾问也在发展新法律中协助国王，并直接行使残留的司法权。
现今的法国最高行政法院，在1799年于法国执政府下，作为一个负责对针对国家的索赔作出判决并协助起草关键性法律的司法机关被创建。第一执政（后来的皇帝）主持委员会会议，而委员会行使了许多内阁的功能。在波旁王朝复辟后，委员会作为一个行政法院被保留，但沒有过去那么重要。它的角色被国会的1872年法案明确限定。

## 顾问角色
某些类型的法律工具必须由委员会审查以供咨询性认可，包括：
- 在国会前被提出之前的所有法律草案，除了当由国会议员自己提出时。
- 由总理和内阁部长签署的委员会命令；任何这样的命令是概述国会的一部法规或法案怎样被执行或生效的委任立法的一种形式。通常，一部成文法将授权、规定或禁止一种被用广泛的用语明确的行为，并要求一项委员会命令明确它的范围和用途。

顾问性的工作负担被在委员会的行政部门间划分，据此政府部门被命令作为行动对象。

## 行政司法
委员会作为行政法律法院的上诉的最高法院活动。它听取针对国家层级的行政决定（比如行政分支的命令、规则、规章和决定）的索赔和來自低级行政法院的上诉。委员会的决定是最终的，且不可上诉。
虽然严格地说委员会不是法院，不过它作为司法机关通过对诉讼作出判决和向行政机关索赔行使职能。原告由讼务律师代表，这些讼务律师从高级法院讼务律师名册中抽选，高级法院讼务律师获准在委员会和翻案法院前就案件辩论；所有这样的讼务律师拥有高级法院大律师的头衔。

### 原讼司法权

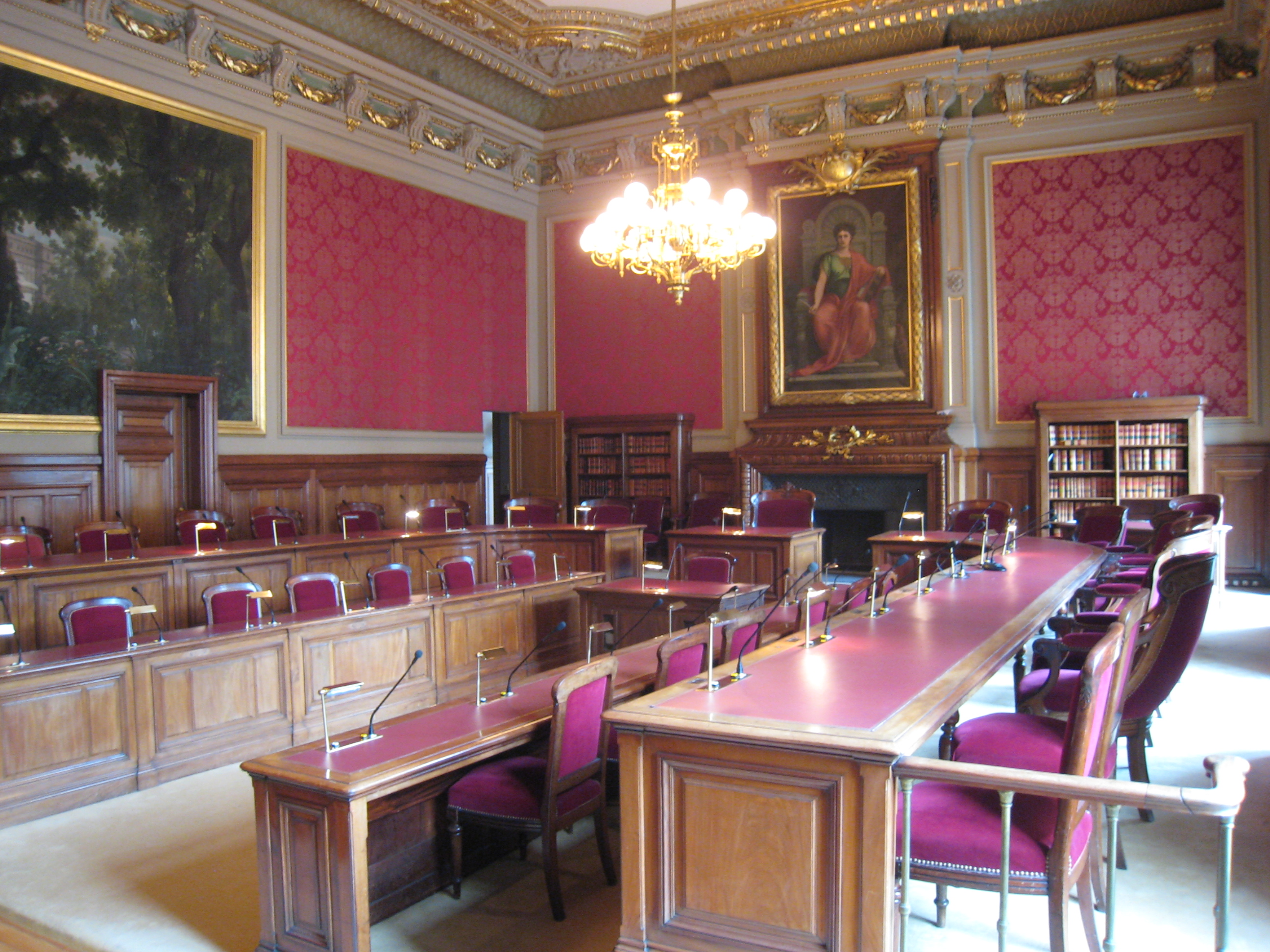
法国最高行政法院的诉讼厅

委员会听取针对国家政府的决定，比如命令、部门规则和规章、由有全国性司法权的委员会宣布的判决的案件以及与大区和欧盟选举事务有关的诉讼。
法国最高行政法院评估规章和行政决定怎样遵从更高来源的法律，比如宪法、更高的行政决定、法律的一般原则、成文法以及国际条约和协定。法律的一般原则沒有被法典化或被以成文法解释，但在一定程度上来源于法律主体的精神；换句话说，这些原则随着时间的推移被委员会通过行政判例法确立和设计。
委员会有自行决定权就除了很窄范围的「政府法案」（因为它认为自己是不当法庭）之外的任何行政分支决定作出判决。委员会判定这样的法案被限定：
- 行政分支和立法分支之间的关系，比如，一件议案是否应该被提交给国会；
- 作为法国的外交政策的一部份的法案。[12]

在这种角色中，委员会规定对行政机关的行为的有力的检查。

### 上诉司法权

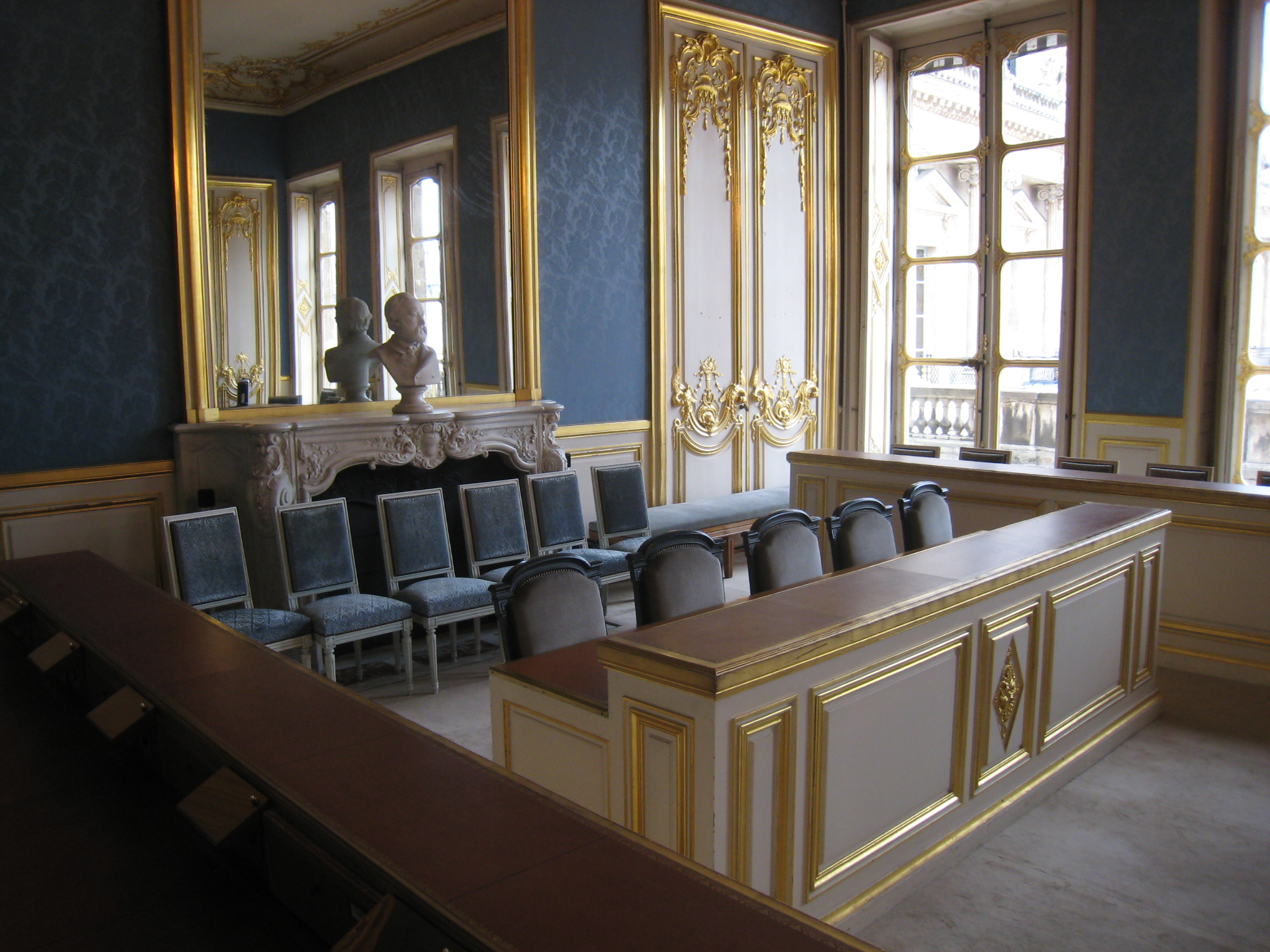
法国最高行政法院的财政处室

法国最高行政法院有对來自37个行政法院的任何一个的地方选举判决的上诉司法权。它有对始于八个行政上诉法院的任何一个的决定的最终司法权，这意味着它听取原告主张上诉法院忽视或曲解法律的案件。

### 法院程序
委员会的法院体制本质上是讯问制的，借此原告提交诉状给委员会，陈述发生了什么以及为什么他感到被告进行非法行为。委员会接着开始正式调查，要求对方当事人，比如政府或一個政府机构或办公室，提供让委员会满意的回答。举证责任不在于原告；相反，委员会决定原告是否有缘由提起诉讼，以及如果由原告提供的信息政府是否足以发现先前未被公开的证据，政府是否有过错。当然，双方当事人可以提交附带诉状和信息，直到案件准备最终判决。
在一些案件中，可能有一些关于一个案件是否应该在一个行政法院还是司法法院前被听取的困惑，在这种案件中由相等数量的国务委员和翻案法院法官任职并由司法部长主持的争议法院（tribunal des conflits）被召集以決定事务应当被给予哪个法院。

### 法国最高行政法院的重要裁决
法国最高行政法院对行政分支的几乎所有法案行使司法检查，它的判决有相当的重要性，时常并不对被裁判的现实案件，而对在形成法律解释中的它的重要性。在法国是一个歐陸法系国家并且沒有正式的判例规则（遵循先例）时，低級法院对于法国最高行政法院遵循一一贯法学（jurisprudence constante）学说。委员会的重要裁决被收集成法律报告并被学者评论；委员会的官方网站登载一个关于重要决定的评论的列表。委员会形成了它自己的法律学说，它构成大多数被从案件中推论出的原则，但包含来源于成文法的相当多的法学理论。
裁决为在案件中移动的当事人（上诉人）并在非常正式的礼仪性称谓下被称呼。男士的名字前曾经被冠以先生（Sieur），女士的名字前曾经被冠以夫人（Dame）或小姐（Demoiselle），遗孀被她们的丈夫的名字遗孀夫人（Dame veuve）提及。
重要的裁裁决包括：
- 1875年2月19日－拿破仑亲王案
一个决定出于政治考虑被采取这一事实沒有使它成为一部不能由委员会判决的「政府法案」（过去的学说的逆转）。一位亲王因政治原因被解除军队职务。委员会宣称他的案件应当被听取，但这是沒有理由的，因为法律说明他的职位是可撤销的。
- 1954年5月28日－巴来尔案
政府不能仅在人们的政治信念的基础上拒绝人们申请公务员队伍职位。一些被肯定的共产主义者被拒绝进入国家行政学院。
- 1982年10月19日－卡纳尔、罗宾和戈多尔案
行政分支可以只在由赋予能力的法律授权的详细明确的范围內靠法令做决定。行政机关不能委托创建程序和缺少追索权超出刑法的一般原则的法院。这个决定是委员会和那时的总统夏尔·戴高乐之间的强烈对立的根源。
- 1989年2月3日－阿利塔利亚公司案
行政分支负责宣布它自己的非法的规则和规章作废，即使它们最初是合法的。监管法必须遵从有效的欧洲联盟指令。
- 1995年10月27日－奧治河畔莫桑镇案，也以“小矮人投掷案”为人所知。
对人的尊重将在公共秩序下被包括在內。在这起案件中，一位镇长禁止对抗公共利益的在场地上的小矮人投掷游戏进行，因为它不尊重人。这个决定尽管如此，但停止了在公共利益下包括道德的缺失。
- 2004年3月3日－石棉案
国家可以根据现在的科学知识，为保障工人的健康（防止因石棉致病），被保持负责不采取适当措施，即使工人被私人雇主雇用。

## 法国行政科学研究院
法国最高行政法院被与法国行政科学研究院联系起來。法国最高行政法院副主席是法国行政科学研究院院长，而它的主要成员是国务委员。在2009年，法国最高行政法院主持了法国行政科学研究院的年度会议，其在主题“公共安全：公共权力和私营部门之间的合作关系”上被组织。

## 深度阅读
- 约翰·贝尔，法国最高行政法院在立法准备中的功能是什么？ （页面存档备份，存于），国际法和比较法季刊，第49卷，第3期（2000年7月），第661－672页；有与被用在英国政府的程序的比较。
- 詹姆斯·贝尔德斯利，法国的合宪性检查 （页面存档备份，存于），最高法院评论，1975年卷（1975年），第189－259页；「法律的一般原则」的讨论。
- 雅克莱恩·卢塞恩·拉方，法国政治的司法化 （页面存档备份，存于），国际政治科学评论，第15卷，第2期，政治司法化（1994年4月），第135－142页。

## 參见
- 法國行政法院
- 审计法院
- 国务委员
- 法国宪法委员会
- 法国司法
- 法国政治
- 翻案法院（法国最高法院）
- 法国行政科学研究院